# ناکاتانه، کاگوشیما
ناکاتانه، کاگوشیما (به لاتین: Nakatane, Kagoshima) یک منطقهٔ مسکونی در ژاپن است که در Kumage District واقع شده‌است. ناکاتانه ۱۳۷٫۷۸ کیلومترمربع مساحت و ۸٬۴۳۹ نفر جمعیت دارد.